# Olivier Destrez
Olivier Destrez (* 13. April 1955 in Tours) ist ein französischer Synchronsprecher und Schauspieler.

## Leben
Olivier Destrez wurde 1955 in Tours geboren.
Destrez machte sein Fernsehdebüt 1977 bis 1978 in zwei Folgen der Miniserie Banlieue Sud-Est. 1979 folgte sein Spielfilmdebüt in dem Fernsehfilm Les moyens du bord. 1990 spielte er in der Fernsehserie Marianne 1ère mit.

## Filmografie
- 1977–1978: Banlieue Sud-Est (Miniserie, 2 Folgen)
- 1979: Les moyens du bord (Fernsehfilm)
- 1980: Le noeud de vipères (Fernsehfilm)
- 1980, 1982: Cinéma 16 (Fernsehserie, 2 Folgen)
- 1981: Quatre femmes, quatre vies (Miniserie, Folge 1x04)
- 1982: Un fait d’hiver (Fernsehfilm)
- 1982: Les Cinq Dernières Minutes (Fernsehserie, Folge 3x28)
- 1984: La vie des autres (Fernsehserie, eine Folge)
- 1985: Kidd Video (Fernsehserie, Folge 2x01, Sprechrolle)
- 1989: Eine Welt ohne Mitleid (Un monde sans pitié)
- 1989: Paris mirage (Fernsehfilm)
- 1989: La comtesse de Charny (Miniserie, 3 Folgen)
- 1990: Marianne 1ère (Fernsehserie, 26 Folgen, Sprechrolle)
- 1991: Cas de divorce (Fernsehserie, Folge 1x58)
- 1991: Cupido (Fernsehserie)
- 1992: King Arthur and the Knights of Justice (King Arthur & Knights of Justice, Fernsehserie, Folge 1x01, Sprechrolle)
- 1992: Es war einmal … Amerika (Il était une fois… les Amériques, Fernsehserie, 26 Folgen, Sprechrolle)
- 1994–1995: Es war einmal … Entdecker und Erfinder (Il était une fois… les Découvreurs, Fernsehserie, 26 Folgen, Sprechrolle)
- 1996: Familie Superschlau (The Why Why? Family, Fernsehserie, Folge 1x03, Sprechrolle)
- 1996–1997: Es war einmal … die Entdeckung unserer Welt (Il était une fois… les explorateurs, Fernsehserie, 26 Folgen, Sprechrolle)
- 1997: Sissi (Princess Sissi, Fernsehserie)
- 2009: Es war einmal … unsere Erde (Il était une fois… notre Terre, Fernsehserie, 4 Folgen, Sprechrolle)
- 2012: Si près de chez vous (Fernsehserie, Folge 1x127)
- 2013: Charley (T’choupi à l’école, Fernsehserie, Folge 1x02, Sprechrolle)